# Raïon de Hrodna
Le raïon de Hrodna (en biélorusse : Гарадзенскі раён, Haradzenski raïon) ou raïon de Grodno (en russe : Гродненский район, Grodnenski raïon) est une subdivision de la voblast de Hrodna ou oblast de Grodno, en Biélorussie. Son centre administratif est la ville de Hrodna ou Grodno, qui constitue une unité administrative indépendante du raïon.

## Géographie
Le raïon couvre une superficie de 2 593,92 km2, dans l'ouest de la voblast. Le raïon est limité au nord par la Lituanie, à l'est par le raïon de Chtchoutchyn, au sud par le raïon de Masty et le raïon de Berastavitsa, et à l'ouest par la Pologne.

## Histoire
Le raïon de Hrodna a été créé le 15 janvier 1940, comme subdivision de la voblast de Belastok. Il s'étendait sur 1 032,3 km2 et comptait 52 502 habitants. De 1941 à 1944, le raïon fut occupé par l'Allemagne nazie et annexé par le Reich. En septembre 1944, le raïon fut transféré à la nouvelle oblast de Grodno de la RSS de Biélorussie. Quelques villages furent détachés du raïon en 1946 et cédés à la Pologne. Dans le cadre de la réforme administrative de la RSS de Biélorussie, le raïon s'agrandit en 1959 du raïon de Sapotskine et d'une partie du raïon de Skidal en 1962.

## Population

### Démographie
Les résultats des recensements de la population (*) font apparaître une forte baisse de la population depuis les années 1970. Elle s'est accélérée dans les premières années du XXe siècle.
| 1959*  | 1970*  | 1979*  | 1989*  | 1999*  | 2009*  |
| ------ | ------ | ------ | ------ | ------ | ------ |
| 84 371 | 83 836 | 77 684 | 69 991 | 68 053 | 54 525 |

### Nationalités
Selon les résultats du recensement de 2009, la population du raïon se composait de trois nationalités principales :
- 55,98 % de Biélorusses ;
- 33,60 % de Polonais ;
- 7,78 % de Russes ;
- 1,26 % d'Ukrainiens.

### Langues
En 2009, la langue maternelle était le biélorusse pour 51,21 % des habitants du raïon de Hrodna, le russe pour 38,53 %. Le biélorusse était parlé à la maison par 27,58 % de la population et le russe par 54,77%.